# 薛東埠

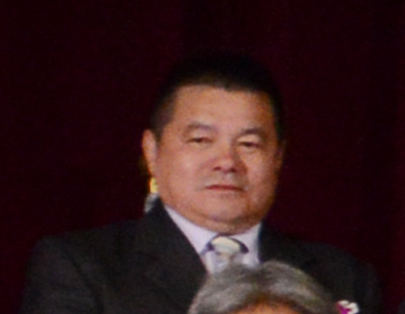
薛東埠參加「109學年度校長布達典禮」（2020年7月）

薛東埠（1961年—），臺灣澎湖縣人，教育工作者，現任臺中市私立青年高級中學校長。曾任高雄市立苓雅國民中學、國立馬公高級中學、國立虎尾高級中學、國立白河高級商工職業學校校長。

## 生平
薛東埠是西衛薛氏後裔，老家在臺灣省澎湖縣馬公市四維路與光復路交叉路口。他從高中開始接觸寫作，大學時當過校刊的總編輯。1984年畢業於私立輔仁大學中國文學系後，1988年進入澎湖縣立西嶼國民中學任教，次年接任訓導主任。1993年調任澎湖縣立吉貝國民中學，為教導主任，並進入國立高雄師範大學中國文學研究所進修碩士。1995年調至高雄市立和平國民中學，擔任生教組長，任內自中文所畢業，後改調高雄市立左營國民中學學務主任。薛後來又就讀國立高雄師範大學教育行政碩士班，於2004年畢業，同年接任高雄市立苓雅國民中學校長。
苓雅國中校長任內，薛東到國立中正大學攻讀教育學博士班，又於國立高雄師範大學成人教育博士班進修。他每年舉辦文學獎活動及「苓中風鈴季」與「苓中燈籠節」，結合在地社區、文化於教育。為此獲頒98學年度校長領導卓越獎。
2010年8月1日奉派就任國立馬公高級中學校長。2011年，薛東埠在一場地方聚會上酒醉，批評時政，指稱馬公市民代表「阿莎不魯」，引起了民意代表不滿。代表會認為薛東埠藐視代表會，揚言要到台北市向該國時任總統馬英九抗議。後教育部記薛東埠申誡一支，薛自認是生涯一大汙點。據《聯合報》刊載馬公高中學生受訪表示，他們因此事而了解到了該詞彙的意涵。2014年初，薛東埠在朝會時質疑該校學生：「如果沒有澎保名額，單憑分數，能夠有幾個學生考上台大？」學生認為他語氣輕蔑，要求他公開道歉。
2016年，薛奉教育部令核聘為國立虎尾高級中學校長，並於2016年8月1日接任。根據《告白國立虎尾高級中學》第15731號文章指出，他曾經在畢業典禮上叮囑畢業生代表：會讀書不一定會做事。（但看台上的學生隨後大喊：你不會讀書也不會做事）他也曾經在學校段考的時候，在金英館唱卡啦OK。薛東埠有使用 Facebook，曾經在「按7圖片會變清晰」貼文底下留言7，但圖片還是沒有變清晰，卻也因此留下俗語"留言7照片變清晰"。
2020年，薛東埠轉任臺南市國立白河高級商工職業學校校長。2024年1月屆齡退休後，隨即經臺中市私立青年高級中學董事會通過，聘請他擔任青年高中的校長。